# Свірзький замок
49°39′0″ пн. ш. 24°26′20″ сх. д. / 49.65000° пн. ш. 24.43889° сх. д.

Сві́рзький за́мок — замок в Україні, розташований у селі Свірж Перемишлянського району Львівської області.

## Історія
Закладений у XV столітті Андрієм і Мартином Свірзькими, вперше згадується у 1484 році. Первинно замок був суто оборонною мурованою спорудою, квадратною в плані. Неодноразово перебудовувався; рік завершення одного з етапів робіт вказано безпосередньо на стінах — над центральною брамою з внутрішньої сторони збереглося вирізьблене число «1530».
Першими власниками Свіржа (тоді він мав статус міста) та самого замку вважають Романовських. У середині XV століття місто Свірж перейшло у власність до польського роду Свірзьких. Саме Свірзькі і звели основну частину замкових будівель .

### За Цетнерів
Сучасного вигляду він набув з середини XVII століття, з часу переходу його у власність Александра Цетнера (від імені якого названо цілий район — Цетнерівка та ботанічний сад у Львові). Граф викупив його у Свірзьких у 1641 році і згодом значно розбудував та зміцнив.
Існують припущення, що задум Цетнера з укріплення Свірзького замку здійснював відомий фортифікатор, генерал від артилерії Павло Ґродзицький. Роботи з перебудови замку проводились приблизно тоді, коли генерал Ґродзицький будував у Львові одразу два арсенали — Королівський та Сенявських.
Незважаючи на своє вигідне оборонне розташування (на горі Белз, оточеній непрохідними болотами, ставками, а в підніжжі мурів — ровами і звідним мостом), палацовий тип його архітектури навряд чи міг мати серйозне оборонне значення. Відомо, що під час українсько-польської війни в 1648–1654 роках замок не раз здобували козацькі загони, а в 1648 році — спалили татари.
У 1672 році, під час походу турків на Львів, він не встояв перед турецькою облогою. Під час другого походу турків у 1675 році Свірзький замок вистояв і захистив у своїх мурах залогу Поморянського замку, яка, не маючи достатньої сили для оборони, через таємний хід вийшла до лісу і втекла до Свіржа. Після воєнних ушкоджень здійснювалося відновлення та посилення мурів, однак загалом замок поступово змінював призначення з оборонного на суто житлове, перетворившись на парадну резиденцію.

### XIX—XX століття
Якщо доти замок стабільно належав лише двом шляхетським родам, то відтак раз за разом переходить з рук у руки. Часта зміна господарів негативно вплинула на споруду; маєтком не опікувалися — в описах 1882 і 1892 років згадано про поганий стан будівлі, зокрема руйнування корпусів із півночі та сходу.
У 1907 році замок стає власністю Роберта Лямезана де Салінса, на той час офіцера австрійської армії, згодом генерала і дипломата. Він реставрував маєток, вкладаючи значні кошти, і перетворив його на розкішну резиденцію з багатими інтер'єрами. Але у 1914 році під час Першої світової війни замок цілковито спалили російські війська. Однак це не змусило хазяїна занедбати замок — згодом було відновлено декор вікон та дверей, карнизи; корпуси та вежі знову покрито дахом. Основна реставрація завершилась у 1917 році, про що свідчить вирізьблений пам'ятний напис над брамою із зовнішньої сторони.
Донька генерала Ірена вийшла заміж за іншого військового діяча Тадеуша Бора Коморовського, відомого з «Волинської трагедії» та «Акції „Буря“», з яким проживала у замку з 1930 року. 
У 1939 році замок націоналізувала радянська влада. Тривалий час він стояв пусткою, ненадовго його використовували як школу трактористів. І аж у 1978 році його передали на баланс Спілки архітекторів тодішнього СРСР.
У 1993 році замок передали в користування державному об’єднанню «Львівліс», проте згодом, у 1997-му, знову повертають архітекторам. У 2010-му замок планували передати в концесію приватному інвестору, але відповідального підприємця не знайшлось. 

## Замковий костел
На території замкового парку зберігся костел, заснований ще в XV столітті. В 1481 брати Свірзькі заклали тут римо-католицьку парафію. Сучасна мурована будівля костелу в стилі ренесансу поставлена на місці дерев'яного, що завалився; вона походить із 1546 року. Над входом у костел і нині можна бачити рештки шляхетського герба колишніх володарів. До костелу від замку вів підземний хід. Завалену частину підземного ходу можна побачити з рову, який оточує замок біля перекидного моста.
Львівський краєзнавець Й. Гронський розповідає, що в 1956 році у Свірзькому костелі біля замку (у Свіржі є ще й другий костел) бачив усередині фрески, які відкрилися внаслідок облуплення тиньку. На фресках було зображено оголену жіночу постать із довгим розпущеним волоссям у молитовній поставі на колінах на тлі панорами середньовічного Свіржа. Судячи з опису, це могла бути Марія Єгипетська. Подальша доля цих фресок невідома.

## Сучасний стан замку

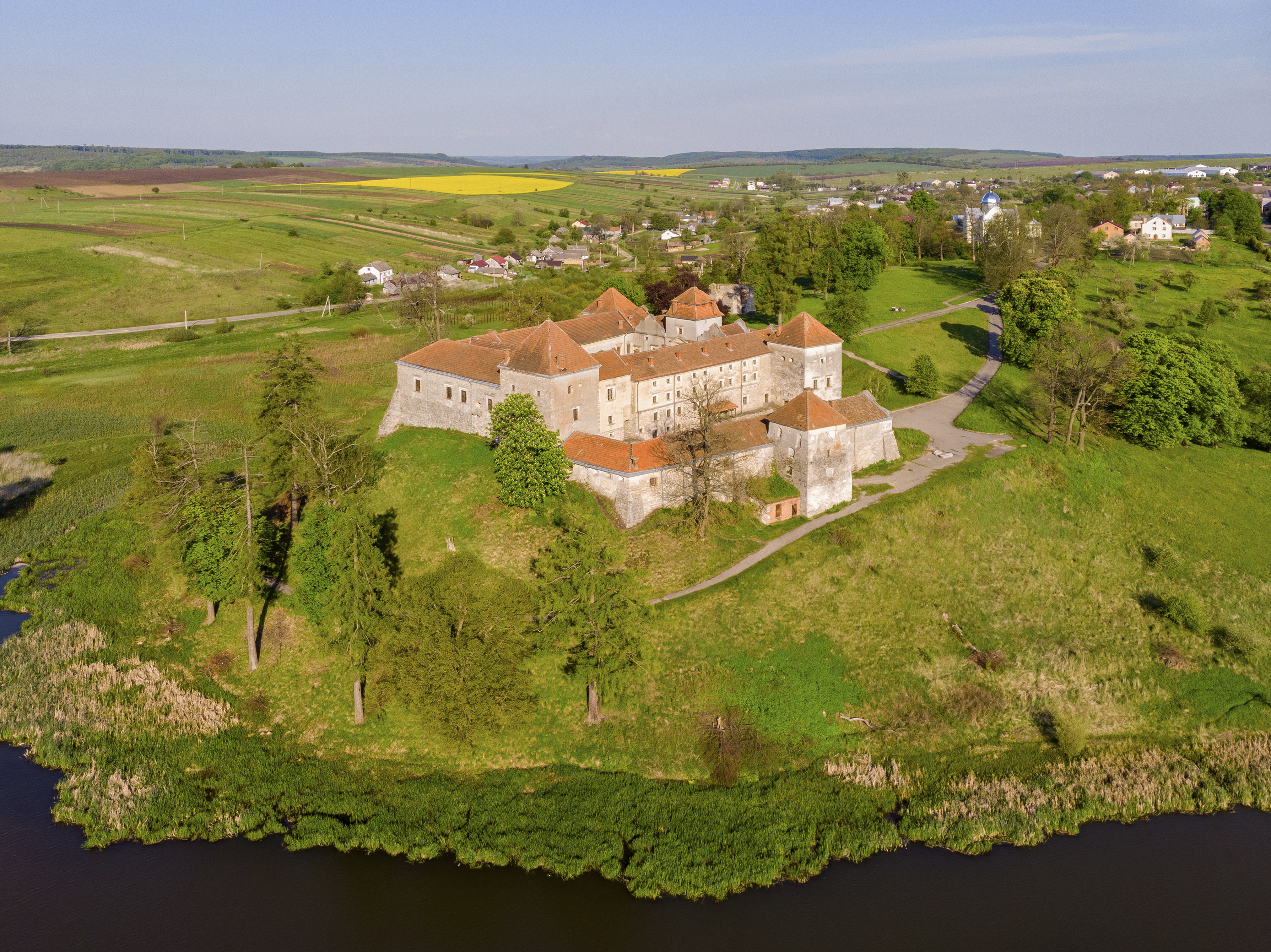
Вид на замок з повітря

Сьогодні стан замку не найкращий, проте Спілка архітекторів намагається вберегти його від руйнації. У задовільному стані збереглися не тільки зовнішні стіни та дах будівлі, але й внутрішній простір, який використовують для проведення різноманітних заходів та знімання кінофільмів. Увесь цей час Спілка архітекторів самостійно опікується пам'яткою та територією довкола неї, залучаючи кошти приватних благодійників та гранти. 2013 року НСАУ затверджує концепцію створення у Замку Міжнародного культурно-мистецького центру, в якому заплановано проведення літніх шкіл, архітектурних практик, виставок та мистецьких заходів. У 2018-му вперше Замок приймає учасників Львівського Фестивалю архітектури та мистецтв «ВЕЖА», а також відбувається перша студентська літня школа «Свірзький замок – театр архітектури» і опера «Алкід» фестивалю LvivMozArt. А восени цього ж року за підтримки Українського культурного фонду організовано Мультимедійний виставковий проєкт «Замок Свірж: Генеза».

## Місце знімання кінофільмів
- «Д'Артаньян і три мушкетери» (1978)(місце загибелі Констанції)[3]
- «Гетьман» (2014)[4]
- «Довбуш» (2019)[4]
- «The Sister Of» (2023)[5]